# Francesco Serao
Francesco Serao, né le 20 septembre 1702 à San Cipriano d'Aversa et mort le 5 aout 1783 à Naples, est un médecin, physicien, géologue et philosophe italien.

## Biographie
Après avoir fait ses humanités au collège d’Aversa, Serao a été envoyé, à douze ans, à Naples, à l’école des jésuites. En 1722, ayant opté pour la carrière médicale, il a commencé ses études sous la direction de Niccolò Cirillo, l’un des professeurs les plus instruits de l’université de Naples, et qui pratiquait alors avec succès.
En 1725, une fois reçu docteur, il a ouvert des cours particuliers sur différentes branches de la médecine. Dès cette époque, il a combattu le cartésianisme et la théorie des ferments, qui dominaient alors la science à Naples, et jouissaient même de la protection de Cirillo.
En cherchant à faire triompher surtout la doctrine de Herman Boerhaave et les théories intra-mécaniciennes, il a rendu service à la physiologie en Italie. La clarté de son enseignement, son érudition profonde, l’énergie avec laquelle il défendait les théories nouvelles, lui attiraient, par ailleurs, de nombreux étudiants.
En 1732, il a été agrégé, par voie de concours, au nombre des professeurs de l’Université de Naples. Après y avoir d’abord enseigné l’anatomie et la physiologie, il a enseigné, en 1733, la pathologie, puis en 1740 la clinique.
En 1753, il a été nommé à la première chaire de médecine de Naples. À la suite d’un voyage en Italie du Nord, il a été nommé premier médecin du royaume et médecin particulier du roi Ferdinand IV, en 1778. Lorsque l’archevêque de Thessalonique a fondé la Reale Accademia delle scienze fisiche e matematiche di Napoli (d), Cirillo en est devenu le président, et Serao le secrétaire.
Lorsque le roi Charles V a chargé son Académie des sciences de publier l’histoire de l’éruption effusivo-explosive du Vésuve en 1737, c’est Serao qui a été chargé de la rédaction. Ce traité, rédigé en latin, puis traduit en italien par l’auteur, et en français par Duperron de Castera, a longtemps passé pour le plus exact en pareille matière.
Il s’est également livré à une très intéressante étude sur les accidents faussement attribués à la piqure de la tarentule, qui a beaucoup contribué à dissiper les préjugés relatifs aux effets désastreux qui résulteraient de la morsure de cette araignée.
Atteint d’une maladie chronique l’ayant empêché de travailler pendant plusieurs années, il n’en est pas moins mort plus qu’octogénaire.

## Publications
- Vita Nicolai Cirilli, 1738.
- De suffocatis ad vitam revocandis, 1775.
- Consilia medica.
- Epistula ad Ioannonem Brunum sulla peste.
- De Castrensibus morbis.
- Istoria dell’incendio del Vesuvio accaduto nel mese di maggio 1737, Naples, stamperia di Novello de Bonis, 1738, in-8° et in-4°.
- Lezioni accademiche sulla tarantola, Naples, 1742, in-4°.
- Saggio di considerazioni anatomiche fatte su di un leone ; Descrizione dell’elefante, Osservazioni sopra un fenomeno occorso nell’aprire un cinghiale, Napoli Giuseppe De Bonis, 1766.

### Traductions
- (it) John Pringle, Osservazioni sopra le malattie dell’armate : e memorie sulle sostanze settiche ed antisettiche [« Observations on the diseases of the army in camp and garrison »], Bassano, 1781, in-4° (OCLC 909488426).